# Oskar Antze
Hans Oskar Adolf Antze (* 24. Oktober 1878 in Köln; † 23. April 1962 in Bremen) war ein deutscher Arzt und Schachmeister. Er zählte zu den stärksten deutschen Amateurschachspielern der ersten drei Jahrzehnte des 20. Jahrhunderts. 1913 errang er den Titel des Deutschen Meisters und spielte in den 1920er und 1930er Jahren bei Länderkämpfen der deutschen Nationalmannschaft.

## Biografie

### Familie, Ausbildung und Beruf

Feldpostkarte Antzes an Carl Carls vom 3. Juni 1917

Antze, dessen Rufname Oskar lautete, war der Sohn eines Schach spielenden und homöopathisch orientierten Mediziners. Er hatte einen jüngeren Bruder, der auch Mediziner und Schachspieler war, sowie zwei Schwestern, von denen eine ebenfalls Ärztin wurde und auch Schach spielte.
In den 1880er Jahren lebte die Familie Antzes in Berlin, wo er Schüler des Leibniz-Gymnasiums war. Nachdem die Familie um 1889 zunächst nach Stenum (Ganderkesee) und dann nach Bremen übergesiedelt war, wo sein Vater 1890 das Bürgerrecht erwarb, besuchte Antze von 1889 bis 1897 das Alte Gymnasium. Dort war der 15-Jährige 1893 Mitgründer der freien Pennälerverbindung Germania, deren Zweck die „Pflege wahrer edler Freundschaft“ war; in dieser geheimen Verbindung gab er sich den Biernamen Caligula. Zu seinen Mitschülern gehörte der spätere Erfinder und Flugpionier Wilhelm Focke und zu seinen Mitabiturienten der spätere Dichter und Architekt Rudolf Alexander Schröder.
Nach dem Abitur studierte er von 1897 bis 1903 Medizin. Er besuchte zunächst vom Wintersemester 1897 bis zum Sommersemester 1898 die Philipps-Universität Marburg, wo er am 20. November 1897 der Marburger Burschenschaft Germania beitrat, deren Mitglied er bis zum Lebensende blieb. Danach studierte er im Sommersemester 1898 an der Friedrich-Schiller-Universität in Jena, woselbst er zugleich auch beim hiesigen Königlichen Infanterie-Bataillon als Einjährig-Freiwilliger seinen Militärdienst leistete. Vom Wintersemester 1898/99 bis zum Wintersemester 1899/00 studierte er erneut in Marburg, ehe er sein Studium vom Sommersemester 1900 bis zum Wintersemester 1901/02 an der Christian-Albrechts-Universität zu Kiel vollendete. Er wurde als bereits approbierter Arzt am 10. Februar 1903 in Kiel mit einer Dissertation über Lungenkrebs zum Dr. med. promoviert. Auch bestand er nur wenige Monate später, nämlich am 5. Juli 1903, das Dispensierexamen für homöopathische Ärzte. Um 1904 trat er in die Praxis seines Vaters in der Löningstraße ein, welche er 1919 in das Hochparterre seines Hauses Kohlhökerstraße 52 verlegte, das er am 5. Mai 1919 erworben hatte. Die Praxis führte er allein weiter, als sein Vater 1926, nach dem Tod seiner Ehefrau, in den Ruhestand ging und zu seiner Tochter nach Rapallo zog, wo er gelegentlich mit Ezra Pound Schach spielte.
Im Ersten Weltkrieg gehörte Antze dem Feldartillerie-Regiment Nr. 263 und dem 6. Badischen Infanterie-Regiment „Kaiser Friedrich III.“ Nr. 114 an und war von 1916 bis 1918 als Bataillons- und Assistenzarzt der Landwehr in Galizien und in Frankreich tätig. Als solcher erhielt er diverse militärische Ehrenauszeichnungen: das Eiserne Kreuz II. und I. Klasse, das Bremer Hanseatenkreuz, das Frontkämpferabzeichen und – offenbar wegen einer schweren Verwundung – das Verwundetenabzeichen in Schwarz.
Nach der Niederschlagung der Bremer Räterepublik 1919 war er vom 30. April 1919 bis zu ihrer Auflösung am 28. Februar 1921 als Reserve Mitglied der Stadtwehr Bremen; auch wenn er offenbar nie zum Einsatz kam, erhielt er als Arzt der Wache I am 28. Februar 1921 die Goldene Stadtwehrnadel. Als Arzt hatte er zudem die Berechtigung, alle Posten der Stadtwehr wie auch der „R.S.T.“ (Regierungsschutztruppe) zu jeder Zeit, auch bei Alarm, zu passieren.
Im Zweiten Weltkrieg war er vom 1. September 1939 bis zum Mai 1945 als Luftschutzarzt tätig und leitete als Bereitschaftsführer der Luftschutzpolizei die Rettungsstelle 14 im Luftschutzabschnitt Nord; dabei oblag ihm die Verantwortung zur Versorgung von verletzten Zivilpersonen. Für diese Tätigkeit ist ihm 1944 das Luftschutz-Ehrenzeichen II. Klasse sowie am 16. Oktober 1944 das Kriegsverdienstkreuz mit Schwertern II. Klasse verliehen worden.
Von 1934 bis 1937 war Antze mit 2 Reichsmark monatlich förderndes Mitglied der Allgemeinen SS; hierfür ist er im Rahmen der Entnazifizierung in die Gruppe der Mitläufer eingeordnet worden und erhielt einen Sühnebescheid in Höhe von 2000 RM.
Im Januar 1958 wurde er zum Ehrenmitglied des Bremer Automobil-Club e.V. ernannt; die notwendigen Kriterien dafür waren sowohl eine mindestens 25-jährige Mitgliedschaft als auch das Überschreiten des 75. Lebensjahres.
„[B]egnadet in seinem Beruf“ galt er als ein äußerst beliebter Arzt und „vergaß“ auch schon einmal bewusst, insbesondere bei ärmeren Mitbürgern und Freunden, eine Rechnung zu stellen. Neben der Schulmedizin beschäftigte er sich auch mit Homöopathie. Er war Mitglied des Deutschen Zentralvereins Homöopathischer Ärzte J.P. und hielt auch Vorträge über Homöotherapie. Er gilt als der letzte Arzt in Bremen, der seine homöopathischen Mittel noch selbst herstellen durfte. Noch bis wenige Wochen vor seinem Tod im hohen Alter von 83 Jahren übte er seinen Beruf aus, womit er einer der ältesten noch praktizierenden Ärzte in Bremen wurde.
Antze hatte 1906 in Bonn geheiratet; er wurde Vater von zwei Töchtern und zwei Söhnen, von denen der eine bereits einen Tag nach der Geburt starb, während der andere 31-jährig im Zweiten Weltkrieg fiel. Er wohnte und praktizierte bis zu seinem Tod in der Kohlhökerstraße 52 in Bremen, wo er im 84. Lebensjahr am Ostermontag 1962 starb. Er liegt – unter anderem mit seiner Frau und einer Tochter – begraben in einem Familiengrab auf dem Osterholzer Friedhof in Bremen.
Oskar Antze war der Großvater des Synchronsprechers Joscha Fischer-Antze und der Großonkel des italienischen Regisseurs und Literaturkritikers Massimo Bacigalupo.

### Schachspieler
Erste Aufmerksamkeit erregte Antze bereits als Jugendlicher: Zusammen mit seinem Vater belegte der 14-Jährige 1893 den 1. Platz beim Nebenturnier des 4. Kongresses des Nordwestdeutschen Schachbundes (NWDS) in Oldenburg. Ein Jahr später schlug er in nur 23 Zügen den in Bremen Blindsimultan spielenden Jacques Mieses, und im Juli desselben Jahres errang er den geteilten 1. Platz in der Gruppe 2 des Hauptturniers beim 5. Kongress des NWDS. Bei diesen Schachtagen gewann er außerdem noch einen weiteren Preis im Freien Turnier und einen Ehrenpreis für die schnellste Gewinnpartie (in 55 Minuten). Ein Jahr darauf wurde er beim 6. Kongress des NWDS in Wilhelmshaven im Meisterturnier Dritter. Auch soll er als 19-Jähriger Turniere in England gespielt haben. Anlässlich seines Medizinstudiums in Kiel trat „Can.med. Antze“ im Sommer 1900 der Kieler SG bei und wurde Schüler des Vereinsgründers Johannes Metger. Auch nahm er in seinem Studienort an diversen Turnieren teil. So teilte er noch im selben Jahr mit Hugo Süchting bei einem Vierer-Turnier den ersten Platz; dabei schlug er Metger, verlor aber den Stichkampf um den 1. Platz gegen Süchting. Übrigens stammen aus diesem Turnier die bis dato ältesten bekannten Partien Antzes. Im Sommer 1900 spielte er auch einen Wettkampf gegen Metger; von den drei überlieferten Partien remisierte er aber lediglich eine, während er die anderen beiden verlor. Ebenfalls in Kiel errang er im Juli 1901 beim 5. Kongress des Niederelbischen Schachbundes (NESB) in der 1. Gruppe des Hauptturniers den 1. Platz und damit die Siegesprämie in Höhe von 30 Mark; zudem gewann er mit seiner Partie gegen Hüttmann den Schönheitspreis. Im Mai 1904 spielte er zwei Blindpartien gegen den ebenfalls blind agierenden Adolf Albin, welche er beide gewann. Anlässlich seines 75-jährigen Jubiläums richtete der Hamburger SK 1905 den 9. Kongress des Niederelbischen Schachbundes aus; Antze spielte dabei das erste Mal in dem Meisterturnier, welches er hinter Rudolf Spielmann und Julius Dimer mit dem dritten Platz abschloss. Kein Geringerer als der Weltmeister Emanuel Lasker gab auf Einladung der Bremer Schachgesellschaft am 17. Oktober 1908 ein Simultan in Bremen (+18 =3 −3). Unter seinen 24 Gegnern befanden sich neben Carl Carls und Carl Hartlaub, dem ein spektakulärer Kurzsieg gelang, auch Antze, der dem Weltmeister ein Remis abnehmen konnte. Als wiederum Paul Saladin Leonhardt am 12. November 1910 in Bremen ein Simultan an 18 Brettern gab, gab er 5,5 Punkte ab, darunter eine Niederlage gegen Antze. Frank Marshall spielte im Juni 1911 in der Bremer Schachgesellschaft gleichzeitig 22 Partien, wobei er ungewöhnlicherweise all seinen Gegnern den Anzug überließ; Antze gewann seine Partie in nur 21 Zügen. Beim 15. Bundesfest des NESB 1912 in Bergedorf teilte er im Hauptturnier zusammen mit Bier jr. den 1. Platz. Als im Mai 1913 Siegbert Tarrasch in Bremen ein Simultan gegen 21 Teilnehmer spielte, gab er acht Remisen ab – eines davon gegen Antze.
Da Konteradmiral Heinz von Hennig kurzfristig seine Teilnahme am Meisterturnier des 18. Bundesfestes des NESB im September 1919 in Lübeck absagen musste, wurde Antze telegraphisch eingeladen. Leider traf seine Zusage „in dieser Zeit der Telegraphenmisère“ zu spät ein, sodass an seiner Stelle Rodatz zugelassen wurde. Dafür konnte er beim nächsten Bundesfest des NESB, dem 19., der im Juli 1920 in Hamburg stattfand, wieder teilnehmen; im Meisterturnier A belegte er hinter Heinrich Wagner den 2. Platz.

Die Teilnehmer der Deutschen Schachmeisterschaft 1922 in Bad Oeynhausen; Oskar Antze oberste Reihe, Zweiter von rechts; direkt vor ihm sitzt sein Schachfreund Carl Carls

 1922 spielte er beim Meisterturnier in Bad Oeynhausen beim 22. DSB-Kongress, das der deutsche Schachmeister Ehrhardt Post gewonnen hat; Antze wurde mit nur einem halben Punkt Abstand hinter Carl Carls geteilter Dritter. Dabei verlor er als Einziger nur eine Partie, und zwar gegen Leonhardt, welcher auch den Sieger Post sowie den Zweiten Carls schlagen konnte. Anstelle der eigentlich fürs Meisterturnier vorgesehenen, aber wegen der Inflation nicht mehr zu beschaffenden Ehrenpreise wurden Alternativpreise verliehen; Antze erhielt eine Flasche Sekt.
1923 trat Antze dem Deutschen Schachbund als Gönner bei.
Hinter Alfred Brinckmann und Carls wurde er wiederum Dritter bei einem Schnellschachturnier, welches beim 24. Bundesfest des NESB im Juli 1925 in Lüneburg, dessen Schachklub 50-jähriges Jubiläum feierte, durchgeführt wurde.
Einen besonderen Stellenwert in Antzes schachlicher Laufbahn nimmt das 1926 in Hannover gespielte Turnier ein, welches der Hannoversche SK im Rahmen der Zweiten Verbandsversammlung des Niedersächsischen Schachverbandes und anlässlich seines eigenen 50-jährigen Bestehens durchführte: es blieb das einzige je von ihm gespielte internationale Turnier. In dem mit Aaron Nimzowitsch, der Erster wurde, und Akiba Rubinstein stark besetzten Turnier belegte er den 6. Platz.
Am 18. April 1926 gab Antze im holländischen Groningen ein Simultan gegen 22 Spieler mit dem Ergebnis: +17, =5. Gegen den russisch-deutschen Schachgroßmeister Efim Bogoljubow, der zu dieser Zeit seine höchste historische Elo-Zahl hatte, spielte er 1927 in Bremen ein Kurzmatch über zwei Partien, welches er unentschieden hielt. Ebenfalls in Bremen nahm er 1929 an einer außergewöhnlichen Veranstaltung teil: Der Deutsche Schachbund veranstaltete am 30. Juni einen „Schachgroßkampf im Stadion“, in dessen Rahmen zahlreiche Turniere verschiedenster Formate durchgeführt wurden. Unter anderem endete der Tag mit einer dreifachen Simultanveranstaltung: Carl Ahues, Alfred Brinckmann und Antze maßen sich in einem Simultanwettbewerb mit je 18 Teilnehmern. Dabei gewann Ahues alle seine Partien, während Brinckmann 16:2 und Antze 15:3 (bei zwei Verlustpartien) punkteten.
1929 nahm er am nationalen Meisterturnier des 26. DSB-Kongresses in Duisburg teil, das der deutsche Schachmeister Carl Ahues gewann. Mit Mieses teilte er sich den 8. Platz, wobei er insbesondere gegen die vor ihm Platzierten hervorragend abschnitt: gegen Ahues remisierte er ebenso wie gegen den Dritten Sämisch, derweil er Kurt Richter und Karl Helling, die beide Vierter wurden, schlug. Im Rahmen des Osterkongresses des Schachverbandes Weser-Ems, welcher vom 14. bis zum 17. April in Bremen abgehalten wurde, fand auch ein Meisterturnier mit vier Spielern statt. Dabei teilten sich Ahues und Carls den 1. Platz, während Antze hinter Wagner mit nur einem halben Punkt Letzter wurde. Auf Einladung des Delmenhorster SK gab Antze am 27. Mai 1933 ein Simultan an 23 Brettern; dabei gewann er in dreieinhalb Stunden 18 Partien, remisierte 2 und verlor 3. Noch im selben Jahr gab er ein weiteres Simultan in Oldenburg, und zwar am 28. Oktober gegen 30 Schachfreunde des Oldenburger Schachklubs; diesmal gewann er 23 Partien, remisierte 6 und verlor nur eine.
Bei dem Turnier um die deutsche Meisterschaft beim 2. Kongress des Großdeutschen Schachbundes 1934 in Bad Aachen, bei dem sein Freund Carls Meister von Deutschland wurde, belegte Antze den 8. Platz; dabei verlor er in den 17 Runden nur zwei Partien.
Nach 1945 trat der inzwischen 67-Jährige schachlich kaum noch in Erscheinung. 1946 spielte er noch beim doppelrundigen Viererturnier um die Klubmeisterschaft der BSG; bei diesem mit Carl Carls, Hermann Heemsoth und Dr. Taube stark besetzten Turnier wurde er mit 2,5 Punkten Dritter. Dabei hatte er als einziger einen positiven Score gegen den Sieger Heemsoth, den er 1,5:0,5 schlug, und ließ auch Carls hinter sich. Die letzte von ihm überlieferte Partie datiert vom 20. November 1946.
Nach seinem Tod im April 1962 schrieb der Präsident des Deutschen Schachbundes, Emil Dähne: „Fast siebenzig Jahre hat der Verblichene dem Bund in Treue angehört, er war einer der großen Persönlichkeiten des Bundes und ein Schachmeister von Gnaden. Mit ihm ist der Letzte des hochberühmten Bremer Dreigestirns Antze - Carls - Hilse dahingegangen.“

#### Deutscher Meister

Die Teilnehmer des deutschnationalen Hauptturniers Leipzig 1913; Oskar Antze zweite Reihe von oben, Dritter von links, mittig vor dem linken, geschlossenen Türflügel - Auf der Rückseite dieser an seinen Schachfreund Carl Carls gerichteten Postkarte heißt es: L.C. Ja, das konnte keiner aushalten! Der jüngste Schachmeister sendet Ihnen freundl. Grüße. 4/X 13 Ihr Antze

Seinen wohl größten Erfolg feierte er 1913 in Leipzig: vom 27. September bis zum 8. Oktober veranstaltete die Schachgesellschaft Augustea mit Unterstützung der Vereine Albertea, Kismet und Leipzig-West ein Deutschnationales Hauptturnier. Zugelassen waren nur 14 in Deutschland ansässige Hauptturnierspieler, die allesamt Mitglieder des deutschen Schachbundes sein mussten. Zu den Spielbedingungen gehörte, dass in zwei Tagen drei Partien gespielt werden und von jedem Teilnehmer vor Turnierbeginn 15 ℳ Einsatz sowie 10 ℳ Reuegeld gezahlt werden mussten. Dem Sieger sollte – mit Genehmigung des Deutschen Schachbundes – die Meisterwürde zuerkannt werden. Zur Vorbereitung dieses Turniers bestritt Antze ab dem 25. Juni einen auf 6 Gewinnpartien angelegten Zweikampf mit Carl Hartlaub; bis zum Turnierbeginn spielten sie 4 Partien, welche Antze alle gewann.
Während er in diesen Vorbereitungsspielen mit Weiß ausschließlich mit dem von ihm favorisierten Zug 1. e4 eröffnete, zog er in Leipzig in vier seiner 5 Weißpartien 1. c4 – eine Eröffnung, die bis dato kaum bei ihm vorkam. Mit der Bremer Partie holte er 3 Punkte (+3 =0 −1), die den Grundstein seines Erfolgs bildeten. In dem 12-köpfigen Teilnehmerfeld erzielte er 8,5 von 11 möglichen Punkten (+8 =1 −2). Erst in der Schlussrunde wurde das Turnier entschieden: sein härtester Konkurrent um den Sieg, Heinz von Hennig, der ihn in ihrer direkten Begegnung geschlagen hatte und bei Punktgleichheit Erster geworden wäre, überschritt allerdings in seiner letzten Partie in besserer Stellung die Zeit. Damit errang Antze den alleinigen ersten Platz, woraufhin er den Titel des Deutschen Meisters verliehen bekam. Nach Carls, der den Titel 1911 in Köln bekam, war er damit der zweite Deutsche Meister der Bremer Schachgesellschaft. Als später auch noch Wilhelm Hilse den Titel erhielt, bezeichnete man die Drei als das Bremer Dreigestirn.

#### Länder- und überregionale Mannschaftskämpfe

##### Länderkämpfe
Antze trat gelegentlich auch bei Länderkämpfen für Deutschland in Erscheinung, so z. B. 1926 in Dresden: Anlässlich des 50-Jährigen Bestehens des Dresdner Schachvereins wurde dort Ostern 1926 der 14. Kongress des Sächsischen Schachbundes abgehalten. Im Rahmen dieses Kongresses kam es zu dem ersten Länderwettkampf zwischen Deutschland und Österreich. Antze spielte hinter Heinrich Wagner und Carl Carls am 3. Brett und hielt beide Partien des doppelrundigen Wettkampfs gegen den Österreicher König Remis.
Für die Schacholympiade 1936 in München ist Antze in den engeren Kreis der Anwärter auf einen der noch zu vergebenden Mannschaftsplätze berufen worden. Dazu nahm er an einem Olympiatraining teil, welches unter der Leitung des Reichstrainers Willi Schlage vom 2. bis zum 23. Mai in Bad Saarow südöstlich von Berlin stattfand. Das Ziel dieses vom Großdeutschen Schachbund organisierten Trainings beinhaltete, „in ernster Gemeinschaftsarbeit schachliches Wissen und Können der Teilnehmer zu vertiefen und so ein Höchstmaß an Leistungen zu schaffen“. Dafür beteiligte sich dort vom 9. bis zum 15. Mai auch Exweltmeister Aljechin.
Neben den schachlichen Übungen, zu denen auch Trainingspartien gehörten, stand auch sportliche Betätigung auf dem Programm: „Denkwürdig war der Staffellauf auf der 400m langen Aschenbahn des Sportplatzes [...], [der] von solchen 'Cracks' wie Dr. Aljechin, Post, v. Hennig, Dr. Antze, Sämisch, Ahues und Schlage bestritten wurde.“ Zum Zeitpunkt dieses Staffellaufs stand Antze in seinem 58. Lebensjahr.
Der Großdeutsche Schachbund hat sich die Mannschaftsaufstellung nicht leicht gemacht; 21 Spieler waren zum Training eingeladen. „Aus der großen Zahl der Anwärter können nur 10 berufen werden. Die Auswahl war eine schwere und harte Aufgabe. Viele Wünsche und Hoffnungen mußten unerfüllt bleiben.“ Als Antze am 23. Juni bei den Neustädter Schachfreunden von seinen Erlebnissen in Bad Saarow berichtete, dämpfte er in nüchterner Selbsteinschätzung den ihm entgegen schlagenden Optimismus; tatsächlich ist er letztlich nicht in die Olympiamannschaft berufen worden.
Zu einem weiteren Einsatz in der deutschen Mannschaft kam der inzwischen nahezu 60-Jährige 1938 in Bremen: im Rahmen der Ausstellung Bremen - Schlüssel zur Welt kann es im Juni zu einem doppelrundigen Vergleichskampf zwischen Großdeutschland und Skandinavien. Antze spielte u. a. neben Georg Kieninger, Kurt Richter und Ludwig Rellstab gegen eine 19-köpfige Auswahl Skandinaviens. Bei dem unerwartet hohen 29:9-Sieg (+22 =14 −2) trennte er sich in seinen beiden Partien gegen den dänischen Meister Christian Poulsen mit je einem Sieg 1:1, wobei angemerkt wurde, dass Antze nicht nur am Sonnabendvormittag noch seinem Beruf nachging, sondern auch mit der Wettkampforganisation noch alle Hände voll zu tun hatte.
Auch im Juli 1939 war er Teilnehmer eines in Bremen durchgeführten Trainings zur Vorbereitung der Schacholympiade in Buenos Aires. Im Rahmen dessen spielte er im Rahmen eines Turniers ausgetragene Trainingspartien gegen Erich Eliskases, Heinrich Reinhardt und Carls; das Turnier gewann Eliskases.

##### Überregionale Mannschaftskämpfe
Neben diesen Mannschaftskämpfen für Deutschland ist Antze auch in andere überregionale Mannschaften berufen worden. So spielte er am 26. Februar 1928 in Hamburg beim Robinow-Pokal am 4. Brett der Mannschaft der Niederelbier. Gegner war Dänemark, dessen Team sich ausschließlich aus Spielern aus Kopenhagen zusammensetzte. Die Dänen gewannen den Kampf mit 6,5:5,5, auch Antze verlor seine Partie gegen Karl Ruben. Bei dem erneuten Aufeinandertreffen dieser Teams am 5. Oktober 1930 in Kopenhagen war Antze aufs Neue Teil der niederelbischen Mannschaft; diesmal gewann er seine Partie am 4. Brett gegen Arne Desler.
In der ersten Runde der deutschen Mannschaftsmeisterschaft, in der 16 Gaumannschaften im Pokalsystem gegeneinander antraten, endete am 20. Oktober 1935 die Begegnung Weser-Ems gegen Westfalen mit einer großen Überraschung: zum 6:2 trug Antze am 2. Brett mit einem Sieg gegen den Westfalenmeister Gustav Rogmann bei.

##### Städtevergleichskämpfe
Beim Städtewettkampf Amsterdam-Bremen, der am 9. Oktober 1926 und zwecks Verkürzung der Bahnstrecken in Groningen stattfand, spielte und gewann Antze am Brett 3 gegen den holländischen Meister Abraham Speijer.
Aus Anlass des Heldengedenktages, zu dem Hitler die allgemeine Wehrpflicht wieder einführte, gab es am 17. März 1935 an 50 Brettern einen Städtevergleichskampf zwischen Bremen und Hamburg. Antze bekam es mit Heinrich Reinhardt zu tun, „den augenblicklich Zweiten der offiziellen deutschen Rangliste“, den er im Endspiel niederringen konnte.

#### Bremer Schachgesellschaft von 1877 (BSG)
Als „eine ganz besondere Schachhoffnung“ trat der 15-Jährige 1894 der Bremer Schachgesellschaft bei, deren Mitglied sein Vater Paul seit 1891 war und dem auch sein Bruder Richard angehörte; Oskar war damit zu diesem Zeitpunkt das mit Abstand jüngste der 33 Mitglieder.
Erfolgreich spielte Antze in zahlreichen Mannschaftskämpfen der BSG; so schlug er 1905 in Hannover am Brett 1 seinen zu diesem Zeitpunkt noch für den Hannoverschen SK spielenden Freund Carls. Auch remisierte er 1910 in Altona bei einem Vergleichskampf mit der Kieler Schachgesellschaft am 2. Brett seine Schwarzpartie gegen Hugo Süchting, der den Titel des Deutschen Meisters trug. Beim Revanchekampf im April 1912 traf er am 3. Brett wieder auf Süchting, und abermals endete die Partie remis. Ein besonderes Mannschaftsspiel war der im Oktober 1926 in Groningen durchgeführte Vergleichskampf der BSG gegen die Vereinigte Amsterdamer Schachgenossenschaft (V.S.A.) an 8 Brettern; Antze spielte hinter Carls und Hilse am dritten Brett und gewann seine Partie gegen Speyer.
Neben den Mannschaftskämpfen tat sich Antze auch in Einzelturnieren des Vereins hervor. So gewann er mehrfach die Klubmeisterschaft. Trotz des Krieges, zu dem auch viele Spieler der BSG eingezogen wurden, fand die als Winterturnier durchgeführte Vereinsmeisterschaft 1914/1915 eine beachtliche Beteiligung; mit Antze, Carls, Hartlaub und Brinkmann war die Gruppe 1 stark besetzt. Bei dem doppelrundigen Turnier gewann Antze souverän mit 5,5 aus 6 vor Carls (4,5). Auch 1920/21 war die Klubmeisterschaft in Gruppen und doppelrundig angelegt; mit 8 aus 10 wurde Antze erneut Erster vor dem späteren Deutschen Meister Wilhelm Hilse und Carls. 1925/26 wiederum teilte er sich den 1. Platz mit Hilse vor Carls. Geradezu überlegen siegte er in dem doppelrundigen Turnier 1926/27: mit 13,5 aus 15 distanzierte er Carls, den er schlug und der Zweiter wurde, mit anderthalb Punkten Vorsprung; auf Hilse, gegen den er ebenfalls gewann, waren es sogar 3 Punkte. Daneben siegte er in zahlreichen weiteren Vereinsturnieren; so belegte er z. B. 1905 den mit Hilse geteilten 1. Platz bei einem doppelrundigen Gruppenturnier der Spitzenspieler des Klubs.
Gelegentlich tat sich Antze vereinsintern auch als Simultanspieler hervor; so spielte er am 13. März 1901 in der Bremer Schachgesellschaft 10 Partien, von denen er in nur anderthalb Stunden 7 gewann, 2 remisierte und nur eine verlor. Während zahlreiche seiner Vereinskollegen 1921 an den Turnieren des 21. Kongresses des DSB in Hamburg teilnahmen, unterstrich Antze seine Spielstärke bei einem weiteren Simultan in Bremen, welches er gegen 20 Klubmitglieder absolvierte; dabei gewann er 18 und remisierte eine, während die letzte aufgrund der fortgeschrittenen Zeit bei ausgeglichener Stellung nicht mehr zu Ende gebracht werden konnte. Auch am 10. November 1928 stellte er sich seinen Vereinskollegen im Reihenspiel; von den 24 Partien gestaltete er 15 siegreich, 7 endeten Remis, während er nur 2 verlor.
Im Gegensatz zu seinem Vereinskollegen Hartlaub, der sich über 4 Jahrzehnte auch mit Schachkompositionen beschäftigte, scheint es von Antze lediglich eine einzige, in seinem Nachlass gefundene, zu geben. Hin und wieder nahm er an einem vereinsinternen Lösungsturnier teil; so fand er beim 29. Stiftungsfest 1906 am schnellsten den Schlüsselzug samt Varianten einer der beiden Aufgaben, welche von Ernst Varain stammten.
Wie sein Vater übernahm er im Laufe der bis an sein Lebensende reichenden Mitgliedschaft verschiedene Vorstandsposten und Vereinsaufgaben; so vertraute man bereits 1896 dem 17-Jährigen die Inventarverwaltung an. 1914 war er Mitglied einer Kommission zur Bearbeitung der Vereinsstatuten, und auch 1921 zeichnete er für eine Neufassung derselben mitverantwortlich. Auch fungierte er bisweilen als Turnierleiter: so führte er 1921 das erste Blitzturnier der BSG überhaupt durch. Aus Anlass des 21. Kongresses des DSB 1921 in Hamburg und der damit verbundenen Neuausrichtung desselben hielt Antze in der Folge zur Orientierung der Vereinsmitglieder einen Vortrag über die Geschichte, den Zweck und die voraussichtlichen neuen Wirkungen des Bundes. Von 1924 bis 1933 war er durchgehend 2. Vorsitzender, und 1934 sowie 1940 bis 1942 übernahm er kommissarisch die Vereinsleitung. Auch war er einer der Schachmeister, welche die von der BSG durchgeführten Vorträge zu schachlichen Themen hielten; so sprach er z. B. am 25. November 1925 über Endspiele. Unter zahlreichen weiteren vereinsinternen Aufgaben zeichnete er z. B. auch für die Durchführung des Stiftungsfestes am 13. März 1926 verantwortlich.
Eng verbunden ist Antzes Name auch mit dem 26. Bundesfest des NESB. Aus Anlass ihres fünfzigjährigen Bestehens übernahm die BSG die Durchführung dieses Kongresses, der im April 1927 in Bremen stattfand. Antze war nicht nur einer der Mitorganisatoren der „in glänzender Weise“ durchgeführten Veranstaltung; auch leitete er die anschließenden Wettkämpfe durch ein auf zwei ernste Partien angesetztes Kurzmatch gegen Bogoljubow ein, welches mit je einem Sieg 1:1 endete. Schließlich übernahm auch noch Frau (sic) Dr. Oskar Antze die Siegerehrungenen fürs Meister-, A-Haupt- und Gastturnier.
Im Jahre 1934 ist er im Rahmen eines Mannschaftsturniers in Vegesack zum Ehrenmitglied der BSG ernannt worden, und zwar zeitgleich mit Carls und aus demselben Grund: „für die besonderen Leistungen beim Turnier um die Meisterschaft von Deutschland“ in Bad Aachen.
Antze hat seine Schachpartien in 5 Notizheften und 2 Mappen aufbewahrt, die sich seit Dezember 1998 in der Schachsammlung Lothar Schmids befinden. Der Chronist der Bremer Schachgesellschaft und des bremischen Schachlebens, der Internationale Fernschachmeister Hanno Keller, hat von diesen Partien eine Abschrift angefertigt, die sich im Besitz der BSG befindet.
Zu Ehren ihres ehemaligen Mitgliedes widmete die BSG die Vereinsmeisterschaft von 2013/14 Oskar Antze.

#### Wettkämpfe mit Carls, Hilse und Hartlaub
In Ermangelung angemessener Gegner und zur Steigerung der eigenen Spielstärke begann Antze insbesondere mit Carls, aber auch mit Hilse und Hartlaub, sich in Zwei- und Dreikämpfen zu erproben.

##### Zweikämpfe mit Carls
Bereits 1898 traf er in dem Meisterturnier des 7. Kongresses des NWDS, bei dem er hinter Hartlaub Zweiter wurde, das erste Mal auf den damals 18-Jährigen Carl Carls aus Varel. Die beiden wurden engste Freunde und fochten miteinander im Verlaufe der nächsten Jahrzehnte zahlreiche Zweikämpfe aus, bei denen Carls nur knapp die Oberhand behalten konnte.
Der erste Zweikampf der beiden begann am 22. Mai 1907 und endete knapp vier Monate später am 9. November; er war auf fünf Gewinnpartien angelegt, wobei Remisen nicht zählten. Bei dieser Premiere behielt Antze mit 5:3 die Oberhand; sechs Partien endeten unentschieden. Im Unterschied zu diesem Debüt waren die meisten kommenden Zweikämpfe auf 8 Gewinnpartien angelegt, wobei ein 7:7 ein Unentschieden des Wettkampfs bedeutete. Vom 8. Juni 1910 bis zum 4. Mai 1912 fand das erste über 8 Siege gehende Duell statt. Nachdem Antze nach der 11. Partie bereits mit 7:3 in Führung lag, gelang Carls in der 20. Partie das ausgleichende 7:7; 6 Partien endeten mit Remis. Ebenfalls unentschieden ging ein Kurzmatch über 4 Partien aus, welches die beiden von Juli bis Oktober 1912 bestritten. Hingegen verlor Antze ein weiteres 8-Partien-Match gegen Carls, welches vom 22. August 1913 bis zum 15. Februar 1914 dauerte, deutlich mit 2:8 (bei 4 Remisen). Demgegenüber gewann er mit 8:6 bei 5 Unentschieden ihr nächstes Match, das am 18. Februar 1914 startete und am 25. März 1916 endete. Dabei lag er zwischenzeitlich mit 4:6 zurück, gewann aber im Februar 1916 drei Partien in Folge, ehe im März der entscheidende achte Sieg hinzu kam. Erst weit nach Kriegsende gab es eine Fortsetzung ihrer Zweikämpfe; sie begann am 4. Juni 1919, dauerte bis zum 10. Juli 1920 und mündete wieder einmal in einem Unentschieden mit 7:7 (=5). Abermals 7:7 lautete auch das Ergebnis ihres nächsten Wettkampfs, der sich über viereinhalb Jahre hinzog; unter den Partien vom 12. Dezember 1922 bis zum 22. Juni 1927 befanden sich 7 Remisen. Dagegen gewann Carls das nächste, am 21. August 1931 endende mit 8:4 bei 11 Remispartien. Und auch das folgende vom 22. April 1933 bis zum 7. Oktober 1936 gehende Match entschied er mit 8:3 bei nur einer Remispartie für sich. Am 12. Oktober 1938 endete schließlich das letzte Match der beiden Schachfreunde. Es hatte am 28. November 1936 begonnen, und nachdem Carls zwischenzeitlich 3 Punkte Vorsprung hatte, gewann Antze drei Partien in Folge und glich zum abermaligen 7:7 Endstand aus.
Insgesamt gewann Antze also 2 dieser Wettkämpfe, 5 endeten unentschieden und 3 gewann Carls bei einem Gesamtscore von 52:63 ohne Remisen. Zählt man noch ihre Matches im Rahmen ihrer Dreikämpfe mit Hilse hinzu (siehe unten), dann lautet das Ergebnis aus Antzes Sicht: +3 =6 −3 bei einem Score von 63:69 ohne Remisen.
Überregionale Aufmerksamkeit erhielten diese Duelle durch eine wiederkehrende Berichterstattung in diversen Schachorganen; vor allem die Deutsche Schachzeitung publizierte zahlreiche Partien dieser Wettkämpfe.
Die beiden Freunde maßen sich auch in anderen Wettkampformaten: So trugen sie am 11. Dezember 1929 im Klubraum der BSG ein Simultanduell aus. Beide spielten gegen dieselben 18 Gegner, die je zwei Bretter führten. „Anfänglich wurde Dr. Antze von dem schneller spielenden Meister Carls einige Male 'überrundet', doch hatte ersterer die Partien auf Opferspiel und rasch einsetzendes Endspiel angelegt und hatte bereits nach 2 1/2 Stunden seine Gesamtaufgabe erledigt (...)“. Während Antze nur 2 verlor und 3 Remisen abgab, verlor Carls 5 Partien bei einem Remis. Da Carls auch noch 40 Minuten länger benötigte und pro Viertelstunde ein Punkt berechnet wurde, lautete das Ergebnis 1,5 Fehler (Antze) zu 5,5 Fehlern (Carls). Auch am 15. Oktober 1932 spielten sie in Bremen ein Simultanduell aus, indem jeder gegen 15 stärkere Gegner gleichzeitig spielte; während Antze in viereinhalb Stunden 11 Punkte aufwies (+9 =4 −2), gelangen Carls in fünfeinhalb Stunden nur 9 Punkte (+6 =6 −3). In dem Bericht über diese Veranstaltung heißt es: „Es war den Eingeweihten bekannt aus früheren Simultanspielen, mit welcher unglaublich flüssigen Gewandtheit Herr Dr. Antze ein Simultanspiel zu erledigen pflegt. Sein fabelhaft schneller Blick lässt ihn sofort die Situation erfassen und den richtigen Gegenzug finden. Dr. Antze ist zur Zeit einer der besten deutschen simultanspielenden Meister überhaupt.“ Auch beim nächsten Duell dieser Art hatte Antze die Nase vorne: am Totensonntag (26. November) 1933 trugen sie im Lokal der Neustädter Schachfreunde einen Simultanwettstreit gegen je 25 Gegner aus; Antze verlor nur einmal und holte in knapp 4 Stunden 19,5 Punkte. Einen ähnlichen Wettkampf fochten die beiden im März 1934 aus, und zwar gegen den Delmenhorster Schachklub; diesmal blieben sie mit je 18 Siegen und einem Remis exakt punktgleich, allerdings absolvierte Carls seine Partien schneller.
Ein Simultan-Duell der besonderen Art trugen sie am 20. Oktober 1936 aus: unter Handikap-Bedingungen – es waren 32 Züge in 2 Stunden zu absolvieren – spielte jeder gegen je 6 starke Gegner der Neustädter Schachfreunde; dabei gab Carls nur ein Remis ab, während Antze neben einem Remis auch eine Partie verlor. Am Totensonntag 1937 maßen sie sich ein weiteres Mal in einem Simultanduell gegen die Neustädter Schachfreunde, dessen Ergebnis leider nicht überliefert zu sein scheint.
Antze und Carls spielten aber nicht nur gegen-, sondern gelegentlich auch miteinander; so fanden sie zusammen die Lösung für einen Vierzüger Brelings, den es anlässlich des Stiftungsfestes der BSG am 5. März 1910 zu lösen galt, und erhielten dafür den ausgelobten Preis. Auch gaben sie aus Anlass des Stiftungsfestes der BSG am 18. April 1914 eine gemeinsame Simultanvorstellung gegen 11 Gegner, bei der sie 8 Partien gewannen und drei verloren.

##### Zweikämpfe mit Hartlaub
Überlegen zeigte sich Antze in seinen Zweikämpfen mit Hartlaub. So spielten sie vom 9. Januar 1909 bis 28. Juni 1911 ein ebenfalls auf acht Gewinnpartien angelegtes Match, welches Antze mit 8:2 bei 4 Remisen gewann. Des Weiteren maßen sie sich ab dem 25. Juni 1913 in einem Match über 6 Gewinnpartien, welches Antze auch zur Vorbereitung des deutschnationalen Hauptturniers in Leipzig diente. Dieser Zweikampf endete am 18. Januar 1914 mit der achten Partie und mündete (bei nur einem Remis) in einem deutlichen 6:1-Sieg für Antze.

##### Dreikämpfe mit Carls und Hilse
Der erste Dreikampf begann 1907 mit einem Matchturnier von Antze, Carls und Hilse, wobei jeder gegen jeden drei Partien spielte. Dabei schlug Antze Carls mit 2:1, verlor allerdings gegen Hilse mit 0:3, während das Ergebnis Carls-Hilse nicht überliefert ist.
Inspiriert vom Weltmeisterschaftskampf Lasker gegen Tarrasch einigten sich Antze, Carls und Hilse am 9. September 1908 auf einen Dreikampf um die Meisterschaft von Bremen, der die nächsten Monate und sogar Jahre dauern sollte. Die Spielbedingungen hielt Carls in seinem Partienheft fest: „Jeder spielt mit jedem ein Match. Sieger im Match ist der Gewinner der ersten 8 Partien. Remisen zählen nicht. Beim Stand 7:7 ist das Match remis. Bedenkzeit: 16 Züge die Stunde.“ Über anderthalb Jahre später, am 1. Juni 1910, endete die letzte Partie zwischen Antze und Carls; Letzterer gewann deren Duell mit 8:3 bei 3 Remisen. Das Match Antze-Hilse wurde im Januar 1914 beim Stand von 1:4 bei 6 Remisen aus unbekannten Gründen nicht weitergespielt, während Hilse mit 8:6 (=1) gegen Carls gewann. Einen weiteren Dreikampf trugen die drei vom Februar bis zum November 1921 aus, wobei jeder mit jeden 6 Partien zu wechseln hatte. Alle drei Duelle endeten 3:3 unentschieden; Antze gewann und verlor je drei Spiele gegen Carls, während in der Begegnung Antze-Hilse jeder einmal gewinnen konnte, die restlichen Partien hingegen endeten alle remis. 1922 maßen sich die drei Spitzenspieler des Vereins erneut mit je 6 Partien untereinander; gegen Carls spielte Antze aufs Neue unentschieden (1/2, 0, 1, 1, 1/2, 0), derweil sein Match gegen Hilse beim Stand von 1,5:0,5 für Antze nicht weitergespielt wurde.

#### Meister von Bremen

Senatsmedaille der Freien Hansestadt Bremen des Schachturniers „Meister von Bremen“ 1935

Teilinschrift der Senatsmedaille der Freien Hansestadt Bremen. Die Umschrift lautet: Schachturnier „Meister von Bremen“ 1. Preis 1935

Antze gewann dreimal das Turnier Meister von Bremen, und zwar 1935, 1936 und 1938. Bei seinem ersten Sieg 1935 war er punktgleich mit Carls; erst im Stichkampf, den er 1,5:0,5 für sich entscheiden konnte, errang er den Titel gegen den aktuellen Meister von Deutschland. Im darauffolgenden Jahr gelang ihm die Titelverteidigung ohne Partieverlust und mit einem halben Punkt Vorsprung vor Carls. Beim dritten Turniersieg 1938 gelang dem inzwischen 59-Jährigen das Kunststück, sämtliche 9 Partien zu gewinnen, womit er seine Konkurrenten Kettenburg (6,5), Carls (5,5) und Hermann Heemsoth (5) geradezu deklassierte. Als Siegespreis bekam er jeweils die silberne Senatsmedaille der Freien Hansestadt Bremen überreicht.

#### Ehrungen
Am 8. September 1935 organisierten die Schachvereine der Hansestadt einen „Tag des Bremer Schachs“. Im Rahmen dieser Veranstaltung hat Antze gleich zwei Ehrungen erhalten: zum einen brachten Mitglieder des SV Bremen-Ost eine vom Oberneulander Organisten Hans Knaudt komponierte Schachhymne zur Uraufführung. Außerdem überreichten sie dem Bremer Stadtmeister anschließend nicht nur die Partitur, sondern ernannten ihn auch zum Ehrenmitglied des Vereins.
Zu Ehren des Bremer Meisterduos Carls und Antze begann am 27. August 1939 ein Mannschaftsrundenturnier um den Carls-Antze-Pokal; dabei spielten vier Teams (SK Delmenhorst, SK Oldenburg, Neustädter Schachfreunde und Schachgruppe Weser AG) an jeweils 15 Brettern gegeneinander.
Im April 1947 ist er auf dem Oster-Kongress des Schachverbandes Weser-Ems in Nordenham in Würdigung seiner großen Verdienste um das Schachleben zum Ehrenmitglied des Schachverbandes ernannt worden.

#### Spielstil
Als Schüler Metgers, der wiederum ein Anhänger Anderssens war, war Antzes Spiel kombinatorisch geprägt. Aber im Gegensatz zu zahlreichen Anhängern des romantischen Schachideals – zum Beispiel seinem Vereinskollegen Hartlaub – vernachlässigte er dabei nicht die dafür notwendigen soliden positionellen Grundlagen. Während er in der Zeit vor dem Ersten Weltkrieg in der Eröffnung mit 1. e2–e4 vorwiegend offene Stellungen anstrebte, treten bei ihm danach geschlossene Spielwiesen in den Vordergrund, die zumeist mit 1. d4 beginnen. Zu den von ihm in der Nachkriegszeit bevorzugten Eröffnungen zählt aber auch die von seinem Schachfreund Carls maßgeblich geprägte Bremer Partie. Während dieser allerdings üblicherweise kleine Stellungsvorteile anstrebte, um sie geduldig und oft erst im Endspiel spielentscheidend auszubauen, suchte Antze die Entscheidung nicht selten durch Taktik im Mittelspiel herbeizuführen. Mit Schwarz hingegen bevorzugte Antze auf 1. e4 Zeit seines Lebens 1. … e5, während er gegen andere Spielanfänge stärker variierte. Vorwiegend finden sich indische Aufbauten mit fianchettiertem Königsläufer, wie z. B. in der von ihm oft verwendeten Grünfeld-Indischen Verteidigung, während er in den 1930er Jahren oft auf die Nimzowitsch-Indische Verteidigung zurückgriff.
Die folgende Partie, die aus einem der Dreikämpfe mit Carls und Hilse stammt, zählt zu seinen schönsten und verdeutlicht seine Fähigkeit, aus einem positionell soliden Aufbau heraus einen kombinatorischen Wirbel zu entfalten:
Carls – Antze, Bremen, 5. September 1921 (Dreikampf Carls-Antze-Hilse, 5. Partie)
1. d2–d4 Carls weicht von seiner üblichen Bremer Partie ab, zumal er in diesem Wettkampf mit Antze bereits eine 1. c4-Partie verloren hatte.
1. … Sg8–f6 2. Sg1–f3 e7–e6 3. Lc1–g5 b7–b6 4. e2–e4 h7–h6 5. Lg5xf6 Dd8xf6 6. Lf1–d3 Lc8–b7 7. 0–0 d7–d6 8. Sb1–d2 Sb8–d7 9. c2–c3 g7–g5
nimmt prophylaktisch das Feld f4 unter Kontrolle, um Weiß z. B. nach Sf3–d2 und f2–f4 an der Öffnung der f-Linie zu hindern. Der schwarze Aufbau, der zur Owen-Verteidigung gezählt wird, wirkt verblüffend modern.
10. Dd1–a4 a7–a6 verhindert die Drohung Lf1–b5.
11. Ta1–d1 Lf8–g7 12. Kg1–h1 Df6–e7 geht prophylaktisch aus der f-Linie.
13. Tf1–e1 0–0 14. Sd2–f1 c7–c5 15. Ld3–b1 c5xd4 16. c3xd4 Tf8–e8 macht Platz, um ggf. mit Sd7–f8 die Königsstellung zu sichern.
17. Da4–b3 Ta8–c8 18. Sf1–e3 De7–d8 19. Se3–c4 Schenkt dem Schwarzen nur ein Tempo, wie die nächsten beiden Halbzüge verdeutlichen.
19. … Dd8–c7 20. Sc4–e3 Sd7–f6 21. Sf3–d2 Sf6–h5 Während es Carls an einem guten Plan mangelt, beginnt Antze nun ein kombiniertes Spiel an beiden Flügeln.
22. Sd2–f1 b6–b5 23. Sf1–g3 Sh5–f4 24. Sg3–e2 Sf4xe2 25. Te1xe2 Db5–b6 26. Db3–d3 b5–b4 27. e4–e5 sieht auf den ersten Blick gut aus: es öffnet sich die Diagonale nach h7, und in Kombination mit einem baldigen Se3–g4 könnte Weiß zu einem starken Angriff kommen, aber Schwarz hat einen versteckten Konter vorbereitet ...
27. … d6xe5 28. d4xe5 Te8–d8 29. Dd3–h7+ Kg8–f8 hier steht der König sicher, Weiß kann seinen Angriff nicht rechtzeitig verstärken, da sich der schwarze Gegenangriff als schneller entpuppt.
30. Td1–e1 Db6–b5 31. h2–h3 damit glaubt Carls, der kommenden Kombination den Wind aus den Segeln genommen zu haben, aber Antzes Angriff ist tiefer als erwartet (siehe Diagramm 1).
|   | a | b | c | d | e | f | g | h |   |
| 8 |   |   |   |   |   |   |   |   | 8 |
| 7 |   |   |   |   |   |   |   |   | 7 |
| 6 |   |   |   |   |   |   |   |   | 6 |
| 5 |   |   |   |   |   |   |   |   | 5 |
| 4 |   |   |   |   |   |   |   |   | 4 |
| 3 |   |   |   |   |   |   |   |   | 3 |
| 2 |   |   |   |   |   |   |   |   | 2 |
| 1 |   |   |   |   |   |   |   |   | 1 |
|   | a | b | c | d | e | f | g | h |   |

Diagramm 1: Stellung vor 31. … Db5xe2
31. … Db5xe2! „Eine prachtvolle und geistreiche Opferkombination“, kommentierte Mieses. Und in der Deutschen Schachzeitung hieß es: „Ein glänzendes, weitberechnetes Damenopfer.“
32. Te1xe2 Tc8–c1+ 33. Se3–f1 natürlich nicht 33. Kh1–h2 Lg7xe5+ 34. g2–g3 Tc1–h1#; jetzt hingegen ist der Be5 gedeckt, worauf sich Weiß verlassen haben dürfte.
33. … Tc1xf1+ 34. Kh1–h2 (siehe Diagramm 2) Td8–d2!! „Diesen prachtvollen Problemzug muß Schwarz bereits bei dem Damenopfer vorausberechnet haben“, und er stellt die eigentliche Pointe der Kombination dar: die Deckung des Be5 wird hiermit ausgehebelt, und wegen des soeben skizzierten Matts kann der Turm nicht geschlagen werden, sodass Weiß entscheidendes Material verliert.
|   | a | b | c | d | e | f | g | h |   |
| 8 |   |   |   |   |   |   |   |   | 8 |
| 7 |   |   |   |   |   |   |   |   | 7 |
| 6 |   |   |   |   |   |   |   |   | 6 |
| 5 |   |   |   |   |   |   |   |   | 5 |
| 4 |   |   |   |   |   |   |   |   | 4 |
| 3 |   |   |   |   |   |   |   |   | 3 |
| 2 |   |   |   |   |   |   |   |   | 2 |
| 1 |   |   |   |   |   |   |   |   | 1 |
|   | a | b | c | d | e | f | g | h |   |

Diagramm 2: Stellung vor 31. … Td8–d2!!
35. Lb1–e4 noch das Beste
35. … Td2xe2 36. Le4xb7 Lg7xe5+ 37. g2–g3 Tf1xf2+ 38. Kh2–g1 Le5–d4! Gegen die drohenden Abzüge ist nichts mehr zu machen, Weiß hat nur noch Racheschachs.
39. Dh7xh6+ Kf8–e7 40. Dh6xg5+ Ke7–d7 0-1
In den Deutschen Schachblättern hieß es dazu: „eine Glanzleistung, die einen Schönheitspreis verdient hätte“. Diese Partie ist bereits damals mehrfach publiziert worden, so unter anderem in Ludwig Bachmanns Schachjahrbuch 1921. Auch führt Jacques Mieses die „prachtvolle und geistreiche Opferkombination“ in einer Publikation von 1922 an. Und schließlich wurde sie auch zur Ergänzung ihrer jeweiligen Nachricht vom Tode Antzes 1962 sowohl in der Deutschen Schachzeitung als auch im Weserkurier wiederveröffentlicht.
„Eine typische Antze-Partie: korrekt im Aufbau, einfallsreich im Mittelspiel, elegant im Überfall.“
Anlässlich des Wettkampfs um den Robinow-Pokal am 5. Oktober 1930 in Kopenhagen charakterisierte Alfred Brinckmann den Spielstil Antzes wie folgt: „(...) er ist durchaus Repräsentant des feinsinnig-eleganten Spielers, dessen Partien eine gefällige geschwungene Linie auszeichnen und der lieber mit dem zierlichen Degen des Rokokos kämpft als (...) mit schweren Pallaschen“. Derartigen Charakterisierungen eines Spielstils kann man aber auch kritisch gegenüberstehen; so weist insbesondere Hübner darauf hin, dass Brinckmann in seinen Beschreibungen nicht von den Partien ausgeht: „Er hat sich ein Bild von dem Wesen des Menschen geschaffen; dann schreibt er ihm einen Spielstil zu, wie er seiner Meinung nach zu diesem Wesen paßt“.

#### Spielstärke
Laut einer Berechnung seiner historischen Elo-Zahl war Antze im August 1923 in der Weltrangliste auf dem 51. Platz und besaß im September 1929 mit 2491 seine höchste Ratingzahl. Zudem erzielte er nach derselben Berechnung bei der Deutschen Meisterschaft 1934 in Aachen mit 2516 seine beste Performance. Nach einer anderen Berechnung, die nur die Jahre 1900 bis 1913 umfasst, hatte er nach dem Gewinn des Hauptturniers in Leipzig 1913 und der damit einhergehenden Verleihung des Titels Deutscher Meister in diesem Jahre seine bis dahin höchste Wertungszahl von 2306.
Infolge seines Berufes als praktischer Arzt konnte Antze nur an wenigen Turnieren teilnehmen. Seine Erfolge in Gruppenturnieren in Bremen, in denen er zahlreiche Siege gegen Carls und dem dritten Deutschen Meister der Bremer Schachgesellschaft, Wilhelm Hilse, vorweisen kann, sprechen für seine erhebliche Spielstärke. Mit Bezug auf diese beiden Meisterspieler schrieb Alfred Brinckmann in seinem Nachruf über Antze: „Er war vielleicht nicht der stärkste Spieler in diesem Triumvirat, gewiß aber der eleganteste.“ Demgegenüber führt Robert Hübner aus: „Seine besten Leistungen waren nicht so beeindruckend wie die von Carls, aber er erreichte solide Ergebnisse. Er dürfte kaum schlechter gespielt haben als dieser, hatte aber noch weniger Gelegenheit, seinem Können Schliff zu geben und es unter Beweis zu stellen.“

#### Liste der Turnierergebnisse
| Turnier                                                                        | Ort            | Ergebnis/Punktezahl | Rang                                            |
| 1893                                                                           | 1893           | 1893                | 1893                                            |
| ------------------------------------------------------------------------------ | -------------- | ------------------- | ----------------------------------------------- |
| Nebenturnier beim 4. Kongress des Nordwestdeutschen Schachbundes               | Oldenburg      |                     | 1. Platz                                        |
| 1894                                                                           |                |                     |                                                 |
| Gruppe 2 des Hauptturniers beim 5. Kongress des Nordwestdeutschen Schachbundes | Bremen         |                     | 1. Platz                                        |
| 1895                                                                           |                |                     |                                                 |
| Meisterturnier beim 6. Kongress des Nordwestdeutschen Schachbundes             | Wilhelmshaven  |                     | 3. Platz                                        |
| 1900                                                                           |                |                     |                                                 |
| 1. Gruppe des Hauptturniers beim 5. Kongress des Niederelbischen Schachbundes  | Kiel           |                     | 1. Platz                                        |
| 1905                                                                           |                |                     |                                                 |
| Meisterturnier beim 9. Kongress des Niederelbischen Schachbundes               | Hamburg        |                     | 4. Platz                                        |
| 1912                                                                           |                |                     |                                                 |
| Hauptturnier beim 15. Bundesfest des Niederelbischen Schachbundes              | Bergedorf      |                     | geteilter 1. Platz                              |
| 1913                                                                           |                |                     |                                                 |
| Deutschnationales Hauptturnier                                                 | Leipzig        | 8,5/11 (+8 =1 −2)   | 1. Platz                                        |
| 1922                                                                           |                |                     |                                                 |
| Meisterturnier beim 22. Kongress des Deutschen Schachbundes                    | Bad Oeynhausen |                     | 3. Platz                                        |
| 1925                                                                           |                |                     |                                                 |
| Schnellschachturnier beim 24. Bundesfest des Niederelbischen Schachbundes      | Lüneburg       |                     | 3. Platz                                        |
| 1926                                                                           |                |                     |                                                 |
| Internationales Meisterturnier                                                 | Hannover       |                     | 6. Platz                                        |
| 1929                                                                           |                |                     |                                                 |
| Meisterturnier beim 26. Kongress des Deutschen Schachbundes                    | Duisburg       |                     | geteilter 8. Platz                              |
| 1934                                                                           |                |                     |                                                 |
| Meisterturnier beim 2. Kongress des Großdeutschen Schachbundes                 | Bad Aachen     |                     | 8. Platz                                        |
| 1935                                                                           |                |                     |                                                 |
| Meister von Bremen                                                             | Bremen         |                     | 1. Platz (nach Stichkampf gegen Carls: 1,5:0,5) |
| 1936                                                                           |                |                     |                                                 |
| Meister von Bremen                                                             | Bremen         |                     | 1. Platz                                        |
| 1938                                                                           |                |                     |                                                 |
| Meister von Bremen                                                             | Bremen         | 9/9 (+9)            | 1. Platz                                        |

## Werke
- Oskar Antze: Über primären Lungenkrebs. Dissertation, Universität Kiel. Fiencke, Kiel 1903.
- Oskar Antze: Über die wissenschaftlichen Grundlagen der Homöotherapie. In: Allgemeine Homöopathische Zeitung 171, Nr. 2, 1923, S. 123–138.
- Oskar Antze: Schachpartien. Abschrift aus seinen Notizheften, angefertigt in den Monaten Oktober/November 1998 durch Hanno Keller. Heft 1. Bremen 1998. Manuskript der Sammlung Keller im Schacharchiv der Bremer Schachgesellschaft von 1877.
- Oskar Antze: Schachpartien. Abschrift aus seinen Notizheften, angefertigt November 1998 durch Hanno Keller, Heft 2. Bremen 1998. Manuskript der Sammlung Keller im Schacharchiv der Bremer Schachgesellschaft von 1877.
- Oskar Antze: Schachpartien. Abschrift aus seinen Mappen, angefertigt Dezember 1998 durch Hanno Keller. Heft 3. Bremen 1998. Manuskript der Sammlung Keller im Schacharchiv der Bremer Schachgesellschaft von 1877.